# Täuffelen
Täuffelen (en français : Choufaille) est une commune suisse du canton de Berne, située dans l'arrondissement administratif du Seeland.

Photo aérienne (1954)

## Transport
- Point central de la ligne Bienne–Täuffelen–Anet, appartenant à l’entreprise de transport Aare Seeland mobil (ASm)
- Bus Aarberg-Choufaille

## Tourisme
- Port de plaisance sur le lac de Bienne